# 나카노사와역
나카노사와역(일본어: 中ノ沢駅 나카노사와에키[*])은 일본 홋카이도 야마코시 군 오샤만베정에 있는 홋카이도 여객철도 하코다테 본선의 철도역이다.

## 역 구조

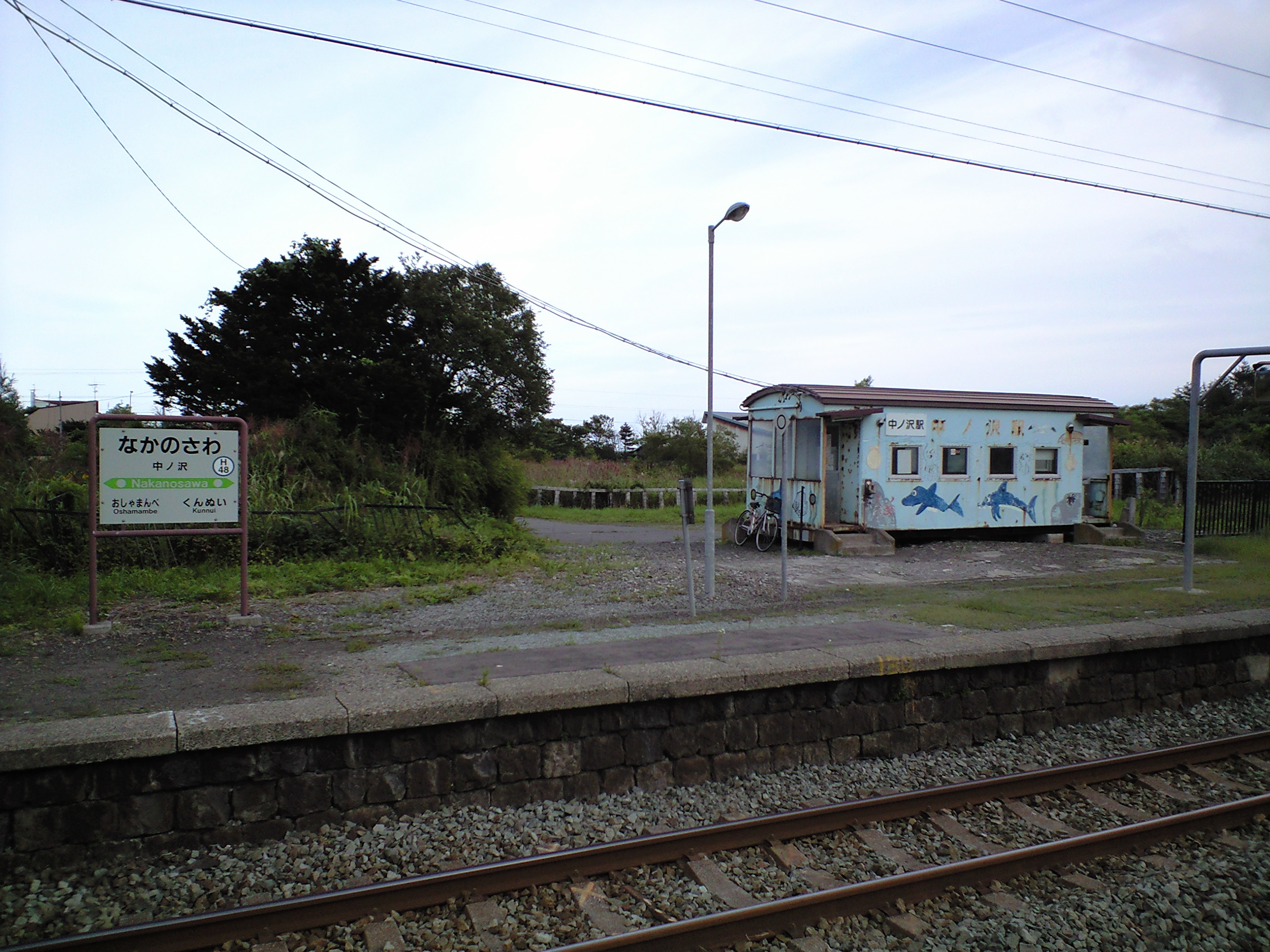
역명판과 대합실

2면 2선의 승강장을 가지고 있는 지상역이다. 원래는 2면 3선식 승강장이었다가 중간 선로를 철거하는 바람에 현재의 구조가 생기게 되었다. 차장차를 개조해 만든 대합실이 있으며, 구내에는 건널목이 남아있다. 오샤만베 역에서 관리하는 무인역이다.

### 승강장
| 상행 | ■ 하코다테 본선 | 모리 · 오누마 · 하코다테 방면 |
| 하행 | ■ 하코다테 본선 | 오샤만베 방면                 |

## 역 주변
- 국도 제5호선
- 오샤만베 정립 나카노사와 초등학교

## 역사
- 1904년 10월 15일 - 홋카이도 철도의 일반역으로 개업. 당시 역명은 몬베쓰역(紋別駅).
- 1907년 7월 1일 - 홋카이도 철도 국유화.
- 1914년 10월 1일 - 현재 역명인 나카노사와역으로 개칭됨.
- 1972년 3월 15일 - 화물 취급 폐지.
- 1984년 2월 1일 - 수하물 취급 폐지.
- 1986년 11월 1일 - 무인화.
- 1987년 4월 1일 - 일본국유철도 분할 민영화로 홋카이도 여객철도가 계승.
- 2007년 10월 - 역 번호 부여. H48.

## 인접한 역
| 홋카이도 여객철도 하코다테 본선 | 홋카이도 여객철도 하코다테 본선 | 홋카이도 여객철도 하코다테 본선 |
| ------------------------------- | ------------------------------- | ------------------------------- |
| H49 군누이 하코다테 방면        | ■ 하코다테 본선                 | H47 오샤만베 방면               |